# Cuentos populares noruegos

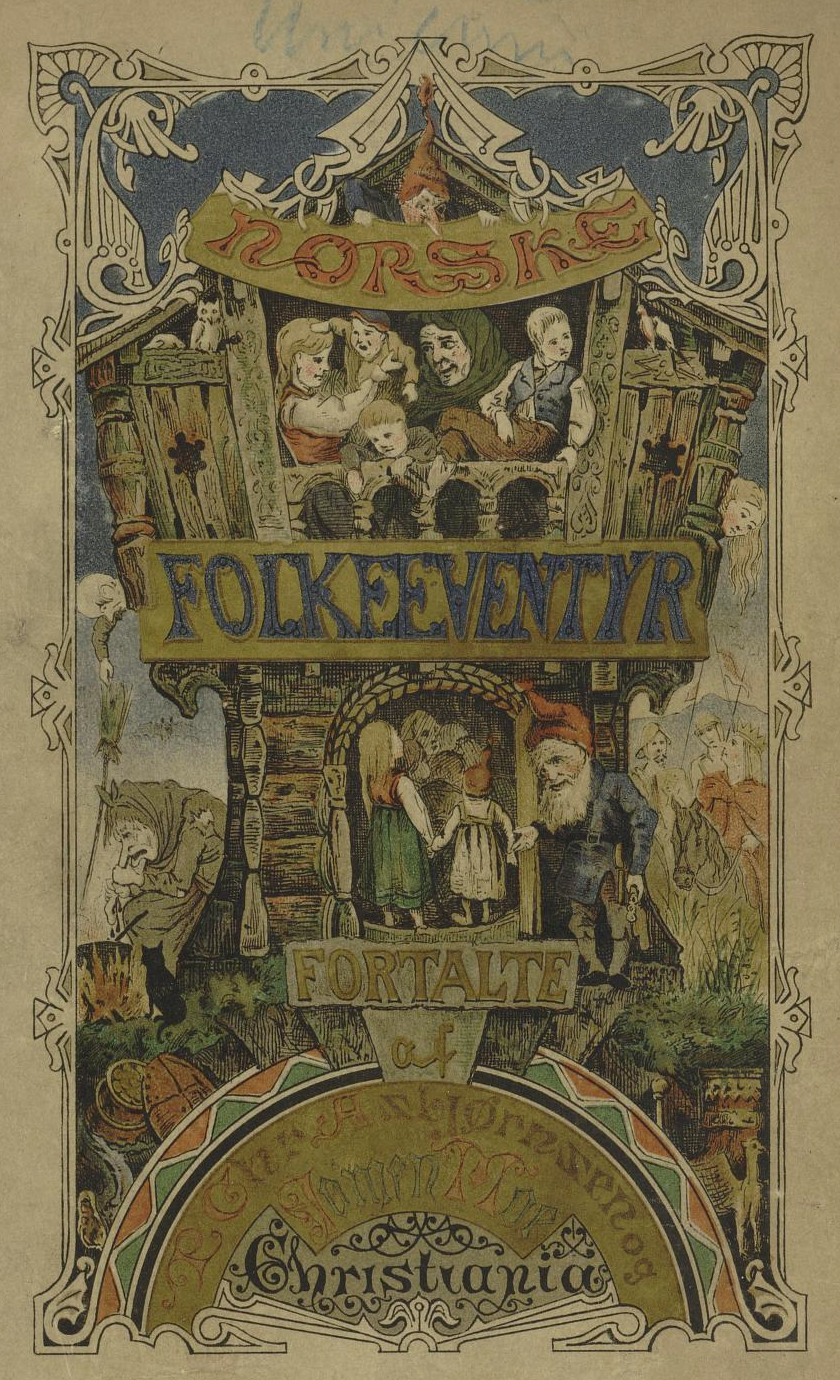
Norske folkeeventyr, de Asbjornsen y Moe, 5a. edición, 1874.

Cuentos populares noruegos (en noruego: Norske folkeeventyr) es una colección de leyendas y cuentos populares noruegos recopilada por Peter Christen Asbjørnsen y Jørgen Moe. Se le conoce también como Asbjørnsen y Moe, en honor a los editores.

## Asbjørnsen y Moe
Asbjørnsen, un maestro de escuela, y Moe, un pastor luterano, habían sido amigos durante unos 15 años cuando en 1841 publicaron el primer volumen de cuentos populares,  cuya recopilación había sido de interés para los dos desde hacía algunos años. La popularidad de la obra se atribuye en parte a la recién ganada independencia parcial de Noruega, y a la ola de nacionalismo que recorrió el país en el siglo XIX, así como a la lengua escrita noruega que ellos contribuyeron a desarrollar (es decir, lo que se convertiría luego en bokmål). La lengua en la que se publicaron los cuentos de hadas logró un equilibrio en el sentido de que, si bien no conservaba su forma dialectal original en su totalidad, sí importaba ciertos rasgos no daneses (palabras dialectales y ciertas construcciones sintácticas).
Asbjørnsen y Moe se inspiraron en los hermanos Grimm, los célebres coleccionistas de cuentos folclóricos alemanes, no solo para emular su metodología, sino que, alentados por ella, su esfuerzo fue una obra de importancia nacional, especialmente porque los Grimm elogiaron abiertamente los Norske folkeeventyr. Asbjørnsen y Moe aplicaron los principios propugnados por los Grimm, por ejemplo, el de utilizar un estilo lingüístico sencillo en lugar de dialectos, pero manteniendo la forma original de los cuentos.[cita requerida] Además, Asbjørnsen y Moe no publicaron los cuentos populares recopilados en bruto, sino que crearon versiones "recontadas", tratando de reconstruir la Urform perdida de los cuentos, si bien las alteraciones realizadas no fueron tan drásticas como las que los Grimm se permitían a veces. A diferencia de los Grimm, el par de noruegos también recopilaron cuentos ellos mismos sobre el terreno.

## Publicaciones
La serie original, titulada Norske Folkeeventyr, se publicó poco a poco. Primero apareció un delgado panfleto (1841) que ofrecía una selección de algunos cuentos, sin portada y sin los nombres del editor o un índice. Tuvo una acogida suficientemente buena y fue defendido por P. A. Munch en un periódico alemán. Esto llevó a la aparición de una reimpresión del primer volumen en 1843 y del segundo volumen en 1844 como volúmenes en tapas duras propiamente. La segunda edición apareció en 1852. Posteriormente apareció otra serie denominada "Nueva colección" (Norske Folke-Eventyr. Ny Samling 1871). Los cuentos están numerados: la colección original contenía 58 cuentos, que se ampliaron a 60 en ediciones posteriores. La nueva colección contenía 50 cuentos.
Asbjørnsen recopiló y publicó Norske Huldre-Eventyr og Folkesagn I-II (1845–48) como proyecto individual, que también se amplió con una "segunda colección" (Norske huldre-eventyr og folkesagn: anden samling 1866).

## Ilustradores

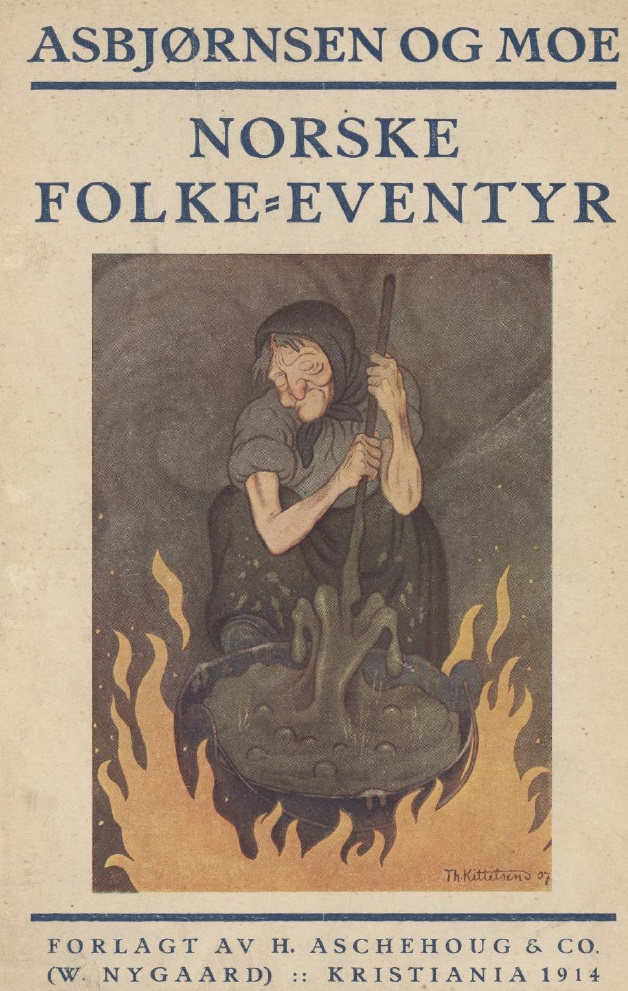
Ilustración de la carátula hasta la edición de 1914, artista: Theodor Kittelsen

El primero de estos libros completamente ilustrado fue la edición de 1879 de Norske folke- og huldre-eventyr de Asbjørnsen, que incluía ilustraciones de varios artistas: Peter Nicolai Arbo (1831-1892), Hans Gude (1825-1903), Vincent Stoltenberg Lerche, Eilif Peterssen (1852-1928), August Schneider (1842-1873), Otto Sinding (1842-1909), Adolph Tidemand (1814-1876) y Erik Werenskiold (1855-1938).
En ediciones posteriores, Werenskiold y Theodor Kittelsen se convirtieron en ilustradores prominentes. Kittelsen era un artista desconocido para cuando empezó a colaborar en el proyecto por recomendación de su amigo Werenskiold.

## Traducciones
Los cuentos fueron traducidos por primera vez al inglés por Sir George Webbe Dasent,quien tradujo todos ellos con excepción de algunos de los cuentos de las dos series de Norske Folkeeventyr. Los Popular Tales from the Norse (Cuentos populares de los nórdicos) de Dasent (1859), contienen los 58 cuentos de la edición inicial de la colección original. Tales from the Fjeld: A Second Series of Popular Tales (Cuentos desdel el Fjeld: Una segunda serie de cuentos populares) de Dasent (1874) cubre los dos cuentos añadidos a ediciones posteriores de la colección original, así como 45 de los cuentos de la nueva colección.
Asbjørnsen y Moe evidentemente aprobaron las traducciones de Dasent: "En Francia e Inglaterra han aparecido colecciones en las que nuestros cuentos no solo han sido traducidos correcta e impecablemente, sino que incluso han sido interpretados con una verdad y un cuidado ejemplares, es más, con maestría absoluta. La traducción inglesa, de George Webbe Dasent, es la mejor y más feliz interpretación de nuestros cuentos que ha aparecido." La última traducción al inglés es la de Tiina Nunnally en 2019.
Round the Yule Log: Norwegian Folk and Fairy Tales (1881) de H. L. Braekstad, incluye cuentos de los  Norske Huldre-Eventyr. Una traducción abreviada de los Nordische Volksmärchen (1922) de Stroebe, traducida al inglés por Martens, incluye relatos adicionales de las diversas colecciones y complementa en alguna medida las traducciones antes mencionadas. Norwegian Folktales (Cuentos populares noruegos) de Carl Norman (1960) es una selección que incluye algunos de los cuentos del Ny Samling que fueron omitidos por Dasent.
En español, existe una traducción de Luis Salas Riaño con el título Cuentos populares noruegos (1990), así como una más reciente hecha por María Condor y titulada Cuentos completos noruegos (2016), del editorial Libros de las Malas Compañías, que incluye 114 cuentos.

## Lista de leyendas  popularesnoruegos

### Norske Folkeeventyr
Leyenda :
- "NF #": número de cuento tal como aparece en los Norske Folkeeventyr de Asbjørnsen y Moe
- "Título noruego moderno": transliteración modernizada (conforme a los textos electrónicos del Proyecto Runeberg).
- "Índice AT": índice del sistema de clasificación de Aarne-Thompson sobre el tipo de cuento popular.
- "Da #": número de cuento como aparece en la traducción al inglés de Dasent, que se puede utilizar como clave de clasificación.
- "Br." "Iversen & Nor". "Str. & Martens," "Nunn."- las traducciones al inglés de Braekstad, Iversen & Norman, Stroebe & Martens y Nunnally, respectivamente.

| NF#  | Título moderno en noruego                                   | Índice AT  | Da# | Traducción (Dasent)                                                  |
| ---- | ----------------------------------------------------------- | ---------- | --- | -------------------------------------------------------------------- |
| 1    | Askeladden som stjal sølvendene til trollet                 | AT 328     | 32  | "Ceniciento (Askeladden) y el Troll"                                 |
| 2    | Gjertrudsfuglen                                             | AT 751A    | 31  | "El pájaro de Gertrudis"                                             |
| 3    | Fugl Dam                                                    | AT 301     | 55  | "El gran pájaro Dan"                                                 |
| 4    | Spurningen                                                  | AT 853     | 19  | "Domando a la musaraña"                                              |
| 5    | Rike Per Kremmer                                            | AT 461     | 30  | "El rico Peter, vendedor ambulante"                                  |
| 6    | Askeladden som kappåt med trollet                           | AT 1000    | 5   | "Ceniciento (Askeladden) quien tuvo un duelo de comida con el troll" |
| 7    | Gutten som gikk til nordenvinden og krevde igjen melet      | AT 563     | 34  | "El chico que fue con el viento del norte"                           |
| 8    | Jomfru Maria som gudmor                                     | AT 710     | 27  | "La Virgen María como madrina"                                       |
| 9    | De tre prinsesser i Hvittenland                             | AT 400     | 26  | "Las tres princesas de Hvitteland"                                   |
| 10   | Somme kjerringer er slike                                   | AT 1384    | 24  | "Algunas mujeres son así"                                            |
| 11   | Hver synes best om sine barn                                | AT 247     | 25  | "Los hijos propios siempre son los más bellos"                       |
| 12   | En frierhistorie                                            | AT 1459    | 14  | "Cómo se corteja"                                                    |
| 13   | De tre mostrene                                             | AT 501     | 28  | "Las tres tías"                                                      |
| 14   | Enkesønnen                                                  | AT 314     | 44  | "El hijo de la viuda"                                                |
| 15   | Manndatteren og kjerringdatteren                            | AT 480     | 17  | "Las dos hermanastras"                                               |
| 16   | Hanen og høna i nøtteskogen                                 | AT 2021    | 54  | "El gallo y la gallina en el bosque de nueces"                       |
| 17   | Bjørnen og reven:                                           | —          | N/A | (Historias del Oso y el Zorro)                                       |
| 17.1 | Hvorfor bjørnen er stubbrumpet;                             | AT 2       | 23  | "Por qué la cola del oso es corta"                                   |
| 17.2 | Reven snyter bjørnen for julekosten                         | AT 15      | 57  | "El reno le roba al oso la comida de Navidad"                        |
| 18   | Gudbrand i Lia                                              | AT 1415    | 21  | "Gudbrand y Lia"                                                     |
| 19   | Kari Trestakk                                               | AT 510AB   | 50  | "Katie Capa de Madera"                                               |
| 20   | Reven som gjeter                                            | AT 37      | 10  | "El zorro como pastor"                                               |
| 21   | Smeden som de ikke torde slippe inn i helvete               | AT 330     | 16  | "El herrero que no dejaron ir al infierno"                           |
| 22   | Hanen og høna                                               | AT 2075    | 15  | "El gallo y la gallina"                                              |
| 23   | Hanen, gauken og århanen                                    | AT 120     | 29  | "El gallo, el cuco y el gallo lira"                                  |
| 24   | Lillekort                                                   | AT 303     | 20  | "Piernascortas"                                                      |
| 25   | Dukken i gresset                                            | AT 402     | 52  | "La muñeca en el cesped"                                             |
| 26   | Pål Andrestua                                               | AT 1725    | 58  | "Pål Andrestua"                                                      |
| 27   | Soria Moria slott                                           | AT 400     | 56  | "Castillo de Soria Moria"                                            |
| 28   | Herreper                                                    | AT 545B    | 42  | "Lord Peter"                                                         |
| 29   | Vesle Åse Gåsepike                                          | AT 870A    | 59  | "Little Annie the Goose-Girl"                                        |
| 30   | Gutten og fanden                                            | AT 1158    | 53  | "The Lad and the Devil"                                              |
| 31   | De syv folene                                               | AT 471     | 43  | "The Seven Foals"                                                    |
| 32   | Giske                                                       | AT 1353    | 33  | "Goosey Grizzel"                                                     |
| 33   | De tolv villender                                           | AT 451     | 8   | "The Twelve Wild Ducks"                                              |
| 34   | Mestertyven                                                 | AT 1525A-F | 35  | "The Master Thief"                                                   |
| 35   | Høna tripper i berget                                       | AT 311     | 3   | "The Old Dame and her Hen"                                           |
| 36   | Risen som ikke hadde noe hjerte på seg                      | AT 302     | 9   | "The Giant Who Had No Heart in His Body"                             |
| 37   | Grimsborken                                                 | AT 531     | 40  | "Dapplegrim"                                                         |
| 38   | Det har ingen nød med den som alle kvinnfolk er glad i      | AT 580     | 36  | "The Best Wish"                                                      |
| 39   | Askeladden som fikk prinsessen til å løgste seg             | AT 852     | 7   | "Boots Who Made the Princess Say, 'That's A Story'"                  |
| 40   | De tre bukkene Bruse                                        | AT 122E    | 37  | "The Three Billy-Goats Gruff"                                        |
| 41   | Østenfor sol og vestenfor måne                              | AT 425     | 4   | "East o' the Sun and West o' the Moon"                               |
| 42   | Høna som skulle til Dovre forat ikke allverden skulle forgå | AT 20C     | 49  | "The Cock and Hen That Went to the Dovrefell"                        |
| 43   | Mannen som skulle stelle hjemme                             | AT 1408    | 39  | "The Husband Who Was to Mind the House"                              |
| 44   | Tommeliten                                                  | AT 700     | 51  | "Thumbikin"                                                          |
| 45   | Håken Borkenskjegg                                          | AT 900     | 6   | "Hacon Grizzlebeard"                                                 |
| 46   | Mestermø                                                    | AT 313     | 11  | "The Mastermaid"                                                     |
| 47   | Vel gjort og ille lønnet                                    | AT 154     | 38  | "Well Done and Ill Paid"                                             |
| 48   | Tro og Utro                                                 | AT 613     | 1   | "True and Untrue"                                                    |
| 49   | Per, Pål og Espen Askeladd                                  | AT 577     | 46  | "Boots and His Brothers"                                             |
| 50   | Kvernen som står og maler på havsens bunn                   | AT 565     | 2   | "Why the Sea is Salt"                                                |
| 51   | Jomfruen på glassberget                                     | AT 530     | 13  | "The Princess on the Glass Hill"                                     |
| 52   | Smørbukk                                                    | AT 327C    | 18  | "Buttercup"                                                          |
| 53   | Store-Per og Vesle-Per                                      | AT 1535    | 47  | "Big Peter and Little Peter"                                         |
| 54   | Lurvehette                                                  | AT 711     | 48  | "Tatterhood"                                                         |
| 55   | Buskebrura                                                  | AT 403     | 45  | "Bushy Bride"                                                        |
| 56   | Kjetta på Dovre                                             | AT 1161    | 12  | "The Cat on the Dovrefjell"                                          |
| 57   | Bonde Værskjegg                                             | AT 325     | 41  | "Farmer Weathersky"                                                  |
| 58   | Det blå båndet                                              | AT 590     | 22  | "The Blue Belt"                                                      |
| 59   | Den rettferdige firskilling                                 | AT 1651    | 62  | "The Honest Penny"                                                   |
| 60   | Han far sjøl i stua                                         | AT 168A    | 66  | "Father Bruin in the Corner"                                         |

## Influencia
El castillo de Soria Moria, que apareció en las traducciones de los cuentos al inglés que hizo Dasent, inspiró a J. R. R. Tolkien a usar el nombre Moria para un fabuloso complejo subterráneo en sus historias de la Tierra Media.

#### Citas
1. 1 2  Rudvin, Mette (c. 1999), Norske Folkeeventyr. A Polysystemic Approach to Folk Literature in Nineteenth-Century Norway, «Una de las razones por las que el corpus de Asbjørnsen y Moe recibió tal aclamación y consenso nacional fue precisamente que encarnaba tanto el mito de una identidad nacional como de una lengua nacional en una forma relativamente conservadora (es decir, danesa), y por lo tanto funcionaba como un compromiso entre una identidad nacional emergente y el mantenimiento de una forma lingüística y literaria conservadora (de élite). ... La política de traducción de Asbjørnsen y Moe fue decisiva para sentar las bases de una forma lingüística nacional nueva y viable que se fue alejando cada vez más de la lengua danesa que representaba el pasado colonizado para convertirse en una lengua nueva e independiente, ni danesa ni dialecto rural».
2. ↑  Rudvin, c. 1999, pp. 25–26.
3. ↑  Rudvin, c. 1999, p. 26n.
4. ↑  Rudvin, c. 1999, p. 41.
5. ↑  Asbjørnsen, Peter Christen, ed. (1866). Norske huldre-eventyr og folkesagn: anden samling 2 (2nd edición). Christiania: P.J. Steensballes Forlag.
6. ↑  (Asbjørnsen, 1879, pp. 339–441),(Asbjørnsen, 1896, pp. 364–367)
7. ↑  (Iversen y Norman, 1990) [1960], Introduction, quoted in News of Norway.
8. ↑  Bresemann, 1847.
9. ↑  Dasent, 1859.
10. ↑  Dasent, 1874.
11. ↑  Dasent, 1874, p. vi.
12. ↑  Nunnally, 2019.
13. ↑  Braekstad, 1881.
14. ↑  Stroebe, 1922a.
15. ↑  Asbjörnsen, P. Chr; Moe, Jørgen (1990). Cuentos populares noruegos. Llibros del Pexe. ISBN 84-87259-09-X. OCLC 432231262. Consultado el 20 de octubre de 2021.
16. ↑  Asbjørnsen, Peter Christen; Moe, Jørgen (2016). Cuentos noruegos (1ª ed edición). Libros de las Malas Compañías. ISBN 978-84-945888-0-8. OCLC 1030702676. Consultado el 20 de octubre de 2021.
17. ↑  The title character was changed from "Askepot" in the first edition to Akeladden in later editions.
18. ↑  J. R. R. Tolkien (1981), The Letters of J. R. R. Tolkien, George Allen & Unwin, letter no. 297 (August 1967) p. 384; ISBN 0-04-826005-3